# 3C 236
3C 236 (PGC 29329) – olbrzymia galaktyka znajdująca się w gwiazdozbiorze Małego Lwa w odległości 1,46 miliarda lat świetlnych. Do czasu wykonania pomiaru rozmiarów radioźródła J1420-0545 3C 236 była największą znaną radiogalaktyką. Jest to radiogalaktyka typu FRII rozciągająca się na przestrzeni blisko 15 milionów lat świetlnych (4,38 Mpc).